# Романтика (молодіжний центр)
Молодіжний центр «Романтика» — молодіжний центр у місті Суми, загальною площею 2263 кв.м. Збудований 1987 за проєктом архітектора Юрія Кобилякова. Наприкінці 1980-тих тут працювали творчі студії, дискотеки, конкурси бальних танців. З 2017 року будівлю почали реконструювати, і у жовтні 2020 року, оновлений молодіжний центр знову був відкритий для відвідувачів.

## Архітектурний простір
Будівля танцювального залу розташована по сусідству з готелем «Суми» на обширному зеленому газоні над річкою Сумкою. Обернена головним фасадом на південь, вона замикає перспективу вулиці Героїв Сумщини при русі від Харківського моста. Візуально беручи участь в архітектурному ансамблі площі Незалежності, будівля територіально тяжіє до паркової зони, з дитячим парком «Казка» буде зв'язана пішохідним містком через Сумку.

## Специфіка
Архітектурно будівля має нагадувати скриньку ювелірної роботи. Прямокутна в плані, вона підкреслено розділена на два поверхи. Перший — невисокий, строгий, з невеликими квадратними віконними отворами — облицьований червоним гранітом і служить основою для високого, з широкими віконними отворами другого поверху. По всьому периметру на рівні другого поверху будівлю опоясує широкий балкон із фігурними поручнями. Вінчає будівлю потужний крилоподібний, з великим винесенням карниз, що спирається на рельєфний пояс, що складається з невеликих накладних арок з витонченими світильниками в кожній. Другий поверх оброблений світлим кам'янистим тиньком і домінує в архітектурі. Вхід оформлений тонкою, ніби ширяючою аркою з декоративною композицією на рівні вікон другого поверху, виконаною з рельєфно зігнутих металевих листів.
На першому поверсі розміщувались вестибюль, гардероб та інші підсобні приміщення. Темна гранітна підлога, світлі стіни зі штучного мармуру, оригінальні люстри роблять інтер'єр сучасним і парадним. Другий поверх був весь відведений під танцювальний зал із паркетною підлогою, мобільними зручними кріслами для відвідувачів. Світлове оформлення було зроблене із застосуванням лазерної техніки.
З 2000-х років будівля молодіжного центру не використовувалася та поступово руйнувалася. У 2003 році міська влада заклала «Романтику» банку аби отримати кредит на закупівлю автобусів, а у 2009 році через суди будівлю повернули у комунальну власність.
У березні 2017 року розпочалася реконструкція центру, на весь проєкт заплановано виділити 23 млн 400 тисяч гривень.

## Після реконструкції
Після реконструкції будівлі, її зовнішній вигляд будівлі не змінився, але внутрішнє оформлення і наповнення молодіжного центру зазнало змін.
На першому поверсі гостей зустрічає просторий світлий хол, гардеробна, тренінгова і танцювальні зали, роздягальні з душовими а також зал для урочистих шлюбних церемоній. На другому поверсі, велика концертна зала, площею близько 800 кв.м, зі сценою. Саме тут можуть відбуватись великі спортивні, танцювальні заходи, виставки, конкурси і інші культурні, освітні та просвітницькі події.
Також молодіжний центр обладнаний місцем для кафе на 50 посадочних місць.